# 기원전 464년 스파르타 지진
기원전 464년 스파르타 지진은 기원전 464년 스파르타 단층을 따라 발생하여 스파르타와 고대 그리스의 다른 많은 도시국가들을 파괴한 지진이다. 역사적 자료에 따르면 사망자 수는 최대 20,000명에 달했을 수 있지만, 현대 학자는 이 수치가 과장되었을 가능성이 높다고 본다. 이 지진은 스파르타의 헤일로타이에게 귀족 통치자에 대항하여 반란을 일으킬 기회를 주었고, 스파르타의 페리클레이다스가 아테네인에게 도움을 구하기 위해 파견되었다. 도착하자마자 즉시 거절당한 것이 제1차 펠로폰네소스 전쟁으로 이어지는 핵심 사건이었다고 전해진다.

## 지각 활동

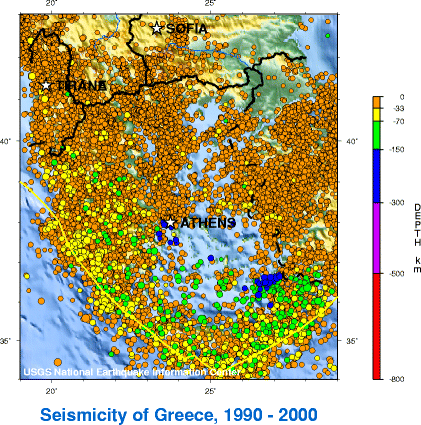
1990년에서 2000년 사이 그리스 주변의 지진 활동

스파르타는 현재 그리스 해령이라고 불리는 곳에 있는데, 이곳은 아프리카판이 에게해판 아래로 수렴하고 섭입하면서 대규모 지진 활동에 취약하다. 이러한 판의 수렴과 섭입은 현재 그리스의 지리적 경관에서도 나타나는데, 큰 산맥과 많은 섬이 있으며 육지는 지중해로 이어진다.
현재의 그리스는 여전히 정기적으로 지진 활동을 겪고 있지만, 보통 기원전 464년에 발생한 지진보다 훨씬 약한 편이다.

## 영향
지진과 그 여파에 대한 기록은 스트라본, 파우사니아스, 플루타르코스, 투키디데스의 저작을 비롯한 몇몇 신뢰하기 어려운 역사적 자료에만 근거하고 있다. 당시 기록에 지진 자체에 대해 자세히 기록된 바가 거의 없기 때문에, 사건의 정확한 진앙과 규모를 판단하기 어렵다. 그러나 이 지진은 많은 역사가에게 '중간에서 큰 규모'였다고 여겨지며, 타이게토스산 근처의 단층 움직임으로 인해 발생한 것으로 추정된다. 1991년 연구에서는 위성 이미지와 현장 조사를 바탕으로 사건을 유발한 단층을 찾아내고 지진의 규모를 추정하려고 시도했다. 연구 저자는 기원전 464년 사건이 자신들이 확인한 단층애를 가진 단층을 따라 발생했다면, 그 규모는 표면파 규모에서 약 M7.2였을 것이라고 결론지었다.
당시 적절한 기반 시설과 지진 공학 지식이 부족했기 때문에, 사상자는 처음에는 매우 많을 것으로 예상되었으며 일부 동시대 자료에서는 사망자 수를 약 20,000명으로 추정했다. 그러나 현대 학자는 당시 도시가 상대적으로 작고 분산되어 있었으며, 대부분의 건물이 단층이고 목재나 햇볕에 말린 벽돌로 지어졌기 때문에 사상자가 그렇게 많았을 것이라고 믿기 어렵다는 점에서 이러한 주장이 과장되었을 수 있다고 생각한다. 자세한 인구 기록의 부족과 생존자가 다른 지역으로 도피한 사실로 오늘날처럼 불확실성에 기여했을 수 있다. 이러한 치명적인 지진에서 스파르타의 왕 아르키다모스 2세가 스파르타 군대를 이끌고 도시 밖으로 대피시켰다는 것과 같은 당시의 일화적인 이야기들이 사실일 가능성은 낮다. 정확한 사망자 수와 상관없이, 일부 파괴가 있었고 스파르타 사회의 농노 계층인 헤일로타이는 이 기회를 이용하여 반란을 일으켰다.

## 역사적 중요성
기원전 464년 스파르타 지진은 학계에서 제1차 펠로폰네소스 전쟁을 이끈 주요 사건 중 하나로 기록된다. 그러나 펠로폰네소스 전쟁의 고대 그리스 연대기 작가인 투키디데스에 따르면, 지진이 발생했을 때 스파르타는 이미 아티키를 침공하기로 결정한 상태였다. 지진 이후, 헤일로타이와 스파르타의 다양한 메세니아 피지배인이 반란을 일으켰다. 스파르타는 반란을 진압하기 위해 다른 그리스 도시의 도움을 요청했으며, 이들은 동맹에 따라 도움을 주어야 했다. 스파르타인이 "공성 작전에 대한 명성이 자자한 경험" 때문에 도움을 요청했던 아테네는 키몬의 지휘 아래 약 4,000명의 중장보병을 보냈지만, 이 부대는 아테네로 돌려보내졌고 다른 도시에서 온 부대는 머물 수 있었다. 투키디데스의 기록(펠로폰네소스 전쟁사, I.101–102)에 따르면, 스파르타인은 아테네인이 편을 바꿔 헤일로타이를 도울 것을 우려했다. 스파르타의 관점에서 아테네인들은 "진취적이고 혁명적인 성격"을 가지고 있었고, 이 사실만으로도 스파르타의 과두 정치 체제에 위협이 되었다. 아테네인은 모욕감을 느꼈고, 따라서 스파르타와의 동맹을 부인했다. 봉기가 진압된 후, 살아남은 일부 반군은 아테네로 도망쳤고 아테네는 그들을 전략적으로 중요한 코린토스만의 나우팍토스에 정착시켰다. 스파르타와 아테네 사이의 동맹은 결코 부활하지 않았고, 기원전 460년에 전쟁이 발발할 때까지 불화는 계속 심화되었다. 헤일로타이 인구가 지진을 반란의 기회로 삼았기 때문에, 스파르타인은 헤일로타이를 진압한 후에야 사회를 재건할 수밖에 없었다.

## 같이 보기
- 그리스의 지진 목록
- 역사적 지진 목록